# La Petite Presse
La Petite Presse est un journal français qui a paru à Paris de 1866 à 1914.

## Création

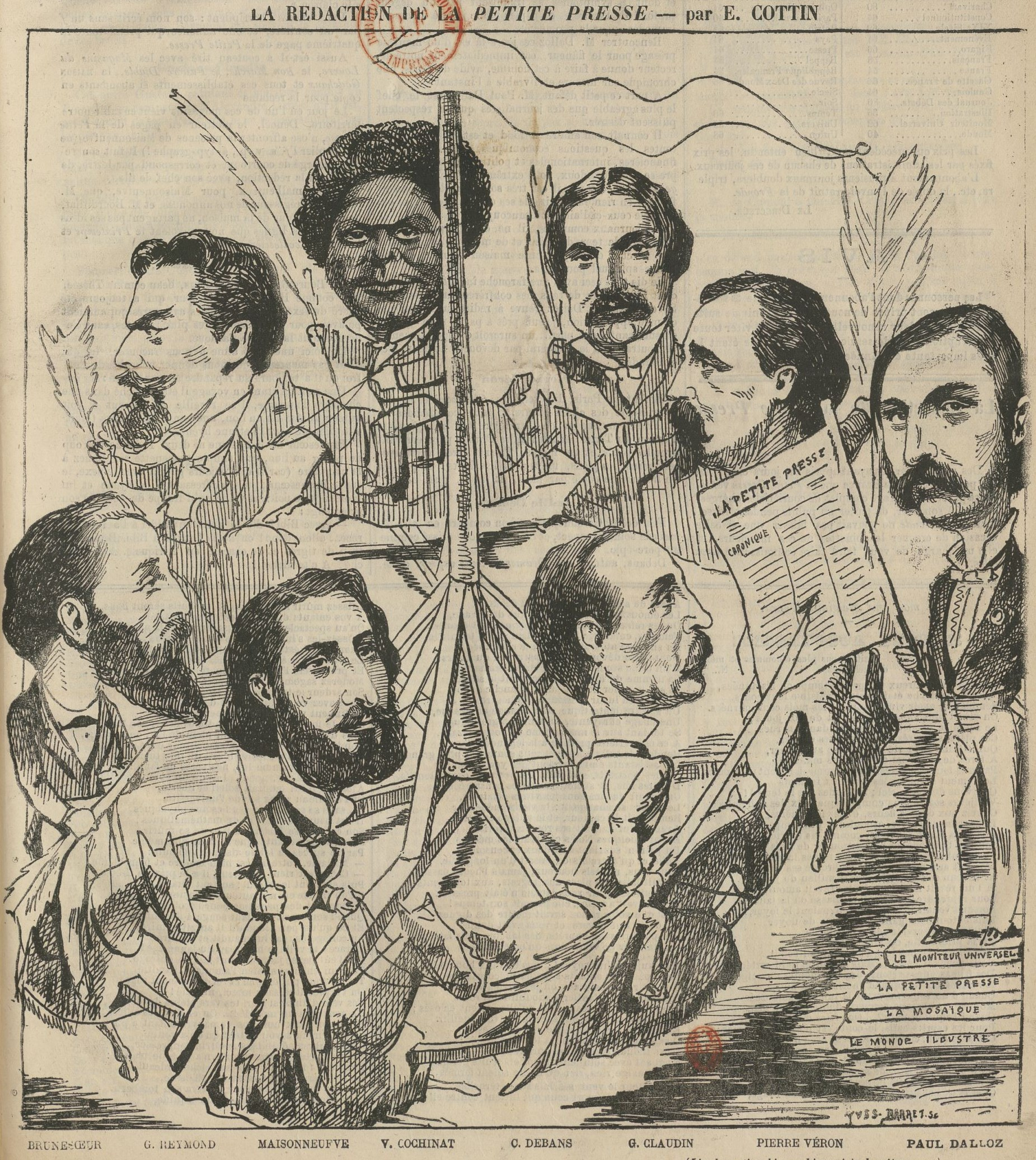
La rédaction de la Petite Presse caricaturée dans la Fronde du 13 décembre 1874.

En 1864, Adolphe de Balathier-Bragelonne, qui était rédacteur-en-chef au Figaro, a quitté la rédaction de ce journal pour fonder la Petite Presse. Durant la Commune, ce journal a été supprimé et Balathier-Bragelonne arrêté comme directeur de ce journal. Après avoir demandé en vain, sa remise en liberté, son ami et collaborateur Victor Cochinat finit par proposer à Gaston Da Costa de jouer la liberté du prisonnier au billard. Da Costa ayant accepté, et perdu la partie, s’est s’exécuté.

## Historiographie
Le premier numéro de la Petite Presse a paru le lundi 16 avril 1866 sous le titre de la Presse illustrée. Le prix était de 5 centimes le numéro. Le 21 aout 1866 où, le journal annonce que « la Presse illustrée s’intitulera prochainement La Petite Presse ». Le vendredi 7 septembre 1866 porte, en titre : « La Petite Presse, ancienne Presse illustrée Journal illustré le dimanche ». Le dernier numéro date du 16 juillet 1914.

## Rédaction
Une caricature parue dans la Fronde du 13 décembre 1874 montre qu’à cette époque, faisaient partie de la rédaction Eugène Cottin, Pierre Véron, Paul Dalloz, Camille Debans, Michel Bourguignon, Léon Fabert, Mac-Clear (Mazas de Sarrion), Gustave Claudin, Victor Cochinat, René Brunesœur sous le nom de « Nicolet », Gustave Reymond et Victorin-François Maisonneufve, secrétaire de Tony Révillon. Paul Bourde, qui y a également été rédacteur en chef, y a fait entrer André Mary.
Ponson du Terrail était le feuilletoniste attitré de ce journal,.